# Megachile jamaicae
Megachile jamaicae är en biart som först beskrevs av Lynn R.G. Raw 1984.  Megachile jamaicae ingår i släktet tapetserarbin, och familjen buksamlarbin. Inga underarter finns listade i Catalogue of Life.